# الأفراد ذوي الإعاقة وتغير المناخ

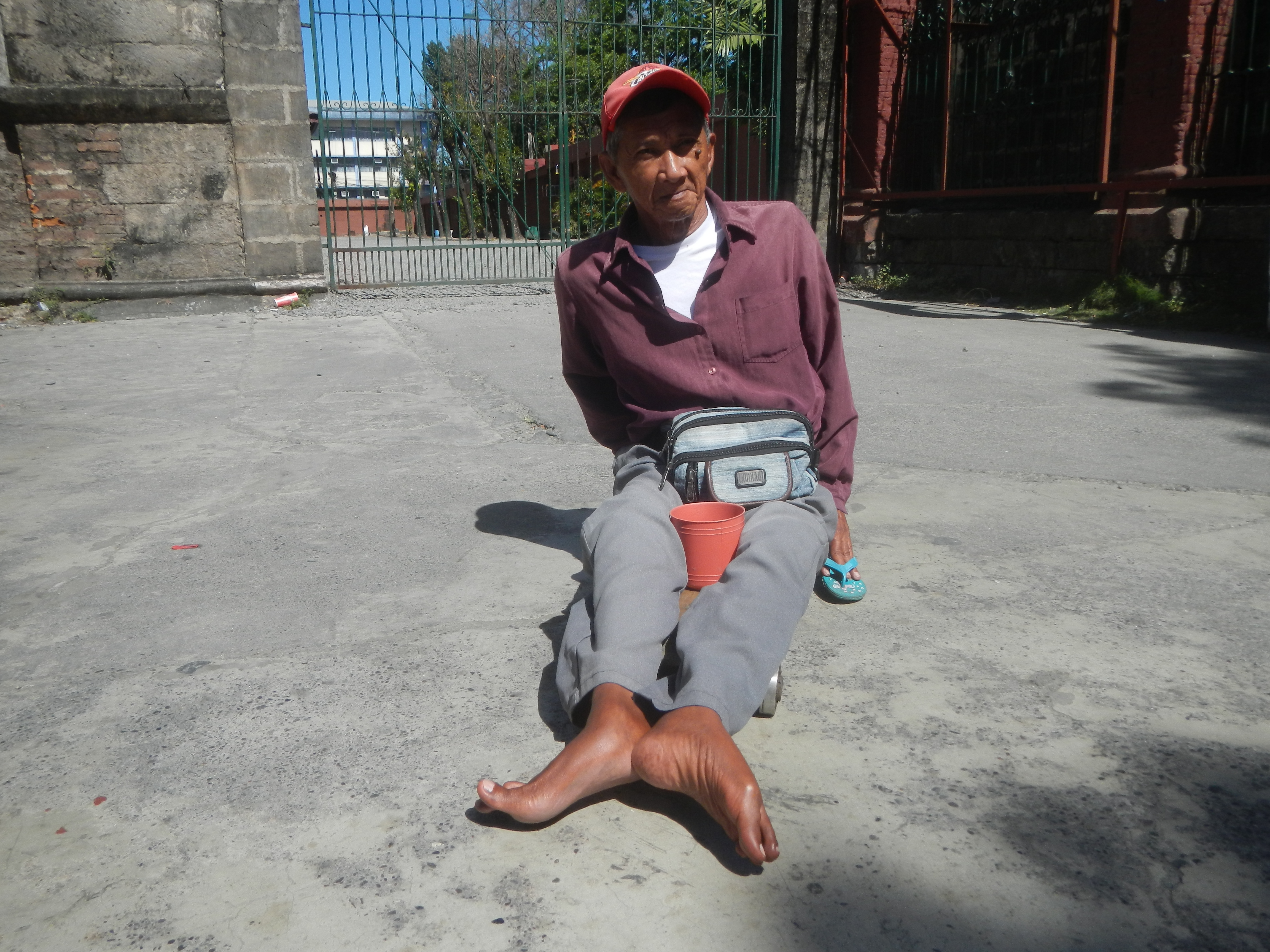
مُعاق من بولكان

لتغير المناخ تأثير غير متناسب على الأفراد ذوي الإعاقة، سواء بشكل مباشر أو غير مباشر. من المرجح أن يواجه الأفراد ذوو الإعاقة تأثيرات أكبر لتغير المناخ على البشر عند مقارنتهم بأولئك الذين ليس لديهم إعاقة. على الرغم من ذلك ، وعلى الرغم من حقيقة أن الأشخاص ذوي الإعاقة يشكلون أكثر من 15٪ من سكان العالم، فقد كان لديهم قدر ضئيل من المدخلات والمشاركة في عملية صنع القرار المتعلقة بالاستجابات لتغير المناخ. وعادةً ما يكون الأشخاص ذوو الإعاقة هم الأكثر عرضة للتأثر سلبًا بأي شكل من أشكال الطوارئ ، سواء كانت حالة طوارئ فورية مثل الفيضانات أو الإعصار أو حالة طوارئ تدريجية مثل ارتفاع منسوب مياه البحر ، بسبب نقص الوصول إلى موارد الطوارئ والصعوبات مفروض من قبل التنقل المحدود. والأشخاص ذوو الإعاقة هم أيضًا أكثر تضررًا من تغير المناخ لأن عددًا غير متناسب من الأشخاص المعاقين يعيشون في فقر، والأشخاص الذين يعيشون في فقر هم بطبيعتهم أكثر عرضة للخطر بسبب تغير المناخ.

## اعترافات بالمخاطر المتزايدة
لم يتم الاعتراف على نطاق واسع بالمخاطر المتزايدة للأشخاص ذوي الإعاقة فيما يتعلق بتغير المناخ. على سبيل المثال ، لم تشر الأهداف الإنمائية للألفية إلى العلاقة بين الإعاقة وتغير المناخ. ومع ذلك، فإن العديد من الاتفاقيات والوثائق الدولية توضح بالتفصيل هذه العلاقة ، مثل اتفاقيات كانكون لعام 2010، وآلية وارسو الدولية لعام 2013 للخسائر والأضرار ، وديباجة اتفاقية باريس لعام 2015 بشأن تغير المناخ. حيثُ تم اتخاذ خطوة أخرى لضمان أن المعلومات حول مخاطر المناخ من قبل مكتب المفوض السامي لحقوق الإنسان الذي ينشر تقريره الجديد الذي يسلط الضوء على الحالات والمزيد من التحديثات.
إن المشاركة الهادفة والإدماج والقيادة للأشخاص ذوي الإعاقة والمنظمات التي تمثلهم في إدارة مخاطر الكوارث واستراتيجية صنع القرار ذات الصلة بالمناخ ضمن المستويات المحلية والوطنية والإقليمية والعالمية، هي نهج لحقوق الإنسان لمعالجة حقوقهم واحتياجاتهم.

## تأثير تغير المناخ على الأشخاص ذوي الإعاقة
يشكل الأشخاص ذوو الإعاقة ما يقدر بنحو 15 في المائة من سكان العالم. ومع ذلك ، فإن قضايا مثل التمييز والتهميش والعوامل الاجتماعية والاقتصادية الأخرى تؤثر على درجة شدة تأثيرات تغير المناخ على الأشخاص ذوي الإعاقة.

## المساوئ المتعلقة بتغير المناخ

### الفقر
يتم تمثيل الأشخاص ذوي الإعاقة بشكل غير متناسب في المجتمعات الأكثر فقراً، وتعيش نسبة كبيرة منهم تحت خط الفقر. على هذا النحو ، من المرجح أن يتأثر المعوقون بنفس التحديات التي تواجهها المجتمعات الفقيرة. يعاني الأشخاص ذوو الإعاقة من الفقر بأكثر من ضعف معدل الأشخاص الذين لا يعانون منه. مع تغير المناخ، سيصبح فشل المحاصيل والجفاف أكثر شيوعًا ، مما يترك المجتمعات الفقيرة بدون أمن غذائي. تشعر الأحياء الفقيرة بنقص المياه بشكل أكثر حدة، وهي مشكلة ستصبح أكثر وضوحًا مع تفاقم تغير المناخ. نظرًا لضياع فرص العمل بسبب آثار الكوارث البيئية، فمن المرجح أن يكون الأشخاص المعاقون أول من يفقد العمل أو الأراضي الزراعية.

### الصحة
حتى بدون آثار تغير المناخ ، فإن الأشخاص ذوي الإعاقة لديهم فرص أقل في الحصول على الرعاية الصحية من غير ذوي الإعاقة بسبب الوصمات الاجتماعية، والإقصاء، والفقر، والسياسات التمييزية، والافتقار إلى برامج الرعاية الصحية لإعاقات معينة. عندما تقلل الضغوط المرتبطة بتغير المناخ من فعالية أنظمة الرعاية الصحية، فإن هذه التفاوتات في الحصول على الرعاية الصحية بين الأشخاص المعوقين وغير المعاقين تتسع. يمكن أن تكون اضطرابات الخدمات الاجتماعية والخدمات الأساسية الأخرى ضارة بشكل خاص، حيث يعتمد الأشخاص ذوو الإعاقة غالبًا على الوصول المنتظم والموثوق لهذه الخدمات.